# Nordinsel-Eisenholz
Der Nordinsel-Eisenholz (Metrosideros robusta) ist neben den aus der gleichen Gattung stammenden Südinsel-Eisenholz und Pohutukawa eine der bekanntesten Baumarten Neuseelands.

## Beschreibung
Das langsamwüchsige Nordinsel-Eisenholz beginnt sein Wachstum zunächst als Epiphyt, bildet aber bald Luftwurzeln aus und wächst dabei allmählich um seinen Wirt herum, so dass dieser in vielen Fällen letztendlich stirbt und sich der Baum über die ausgebildeten Wurzeln eigenständig versorgt. Große Exemplare können eine Höhe von 30 – in einzelnen Fällen bis zu 43 – Metern erreichen und sind meist selbst Wirt für eine Vielzahl von Epiphyten. Die bräunliche bis braun-graue Borke der Stämme ist rau und fällt leicht in rechteckigen Stücken ab. Der (wahre) Stammdurchmesser erreicht über 120 Zentimeter.
Die kreuzgegenständigen, kurz gestielten und relativ kleinen Laubblätter des Nordinsel-Eisenholz sind dick und lederig, meist bis 50 mm × 20 mm groß. Sie sind eiförmig bis elliptisch, ganzrandig und rundspitzig sowie meist eingebuchtet und kahl mit Öldrüsen. 
Die Blüten erscheinen in end- oder achselständigen Schirmrispen. Die kurz gestielten, zwittrigen, meist roten Blüten mit doppelter Blütenhülle blühen im Dezember und Januar, haben einen Durchmesser von 30 mm und fallen vor allem durch ihre langen Staubblätter auf. Es ist ein kleiner Blütenbecher ausgebildet. Die Kelchblätter sind breit-dreieckig. Die kleinen, roten Kronblätter sind früh abfallend. Sie werden sowohl von Insekten als auch Vögeln wegen ihres Nektars aufgesucht. Der Fruchtknoten mit langem, schlankem Griffel ist mittel- bis halbunterständig. Das vegetative Wachstum folgt der Blüte im Januar bis März, in dieser Zeit wachsen die Zweige 70 bis 80 mm.
Es werden kleine und vielsamige Kapselfrüchte gebildet.
Die Chromosomenzahl beträgt 2n = 22.

## Verwendung
Das Holz ist hart, recht beständig und schwer.

## Gefährdung
Der Bestand der Nordinsel-Eisenholz wird vor allem durch die nach Neuseeland eingeschleppten Fuchskusu (Trichosurus vulpecula) bedroht, der selbst keine Fressfeinde hat und sich unter anderem von den Blättern der Rata-Bäume ernährt.

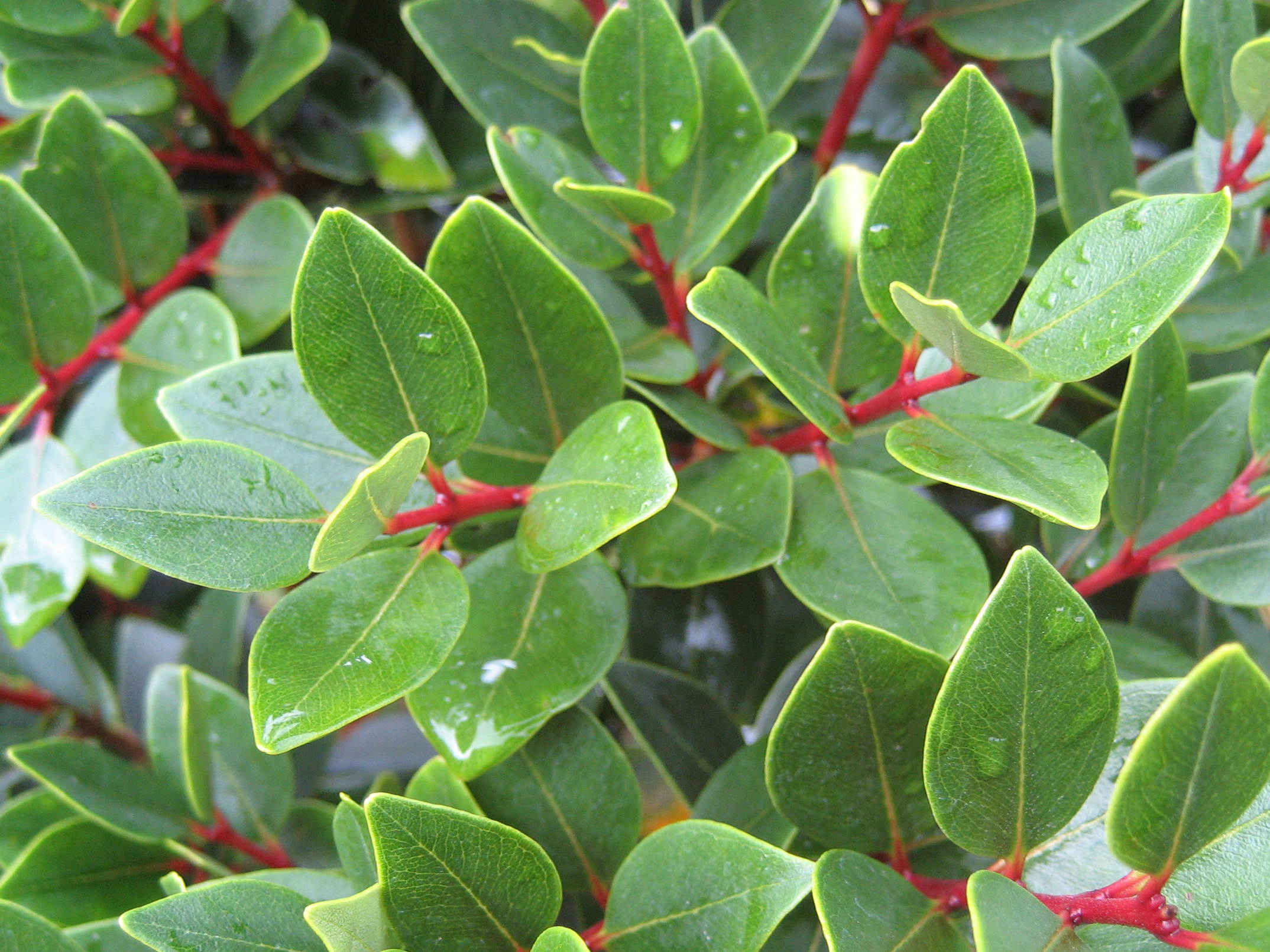
Blätter
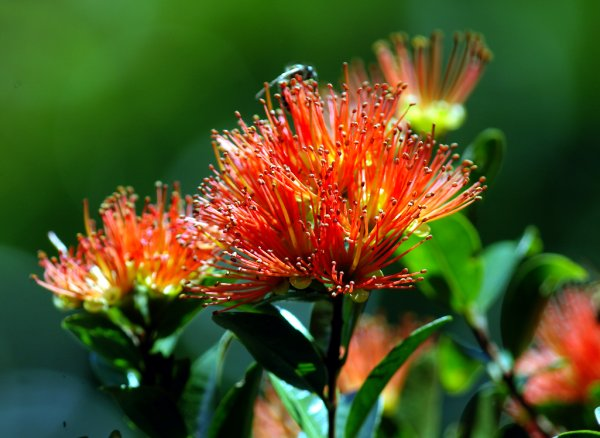
Blütenstand
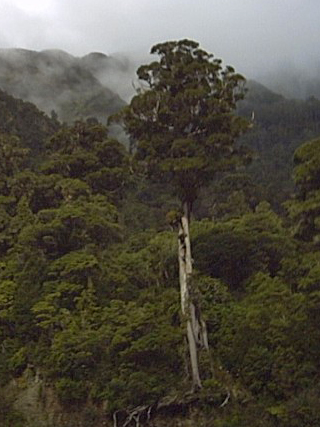
Großes Exemplar